# Roasco
Il Roasco è un affluente dell'Adda, che scorre in provincia di Sondrio.

## Descrizione
Nasce nella conca del Lago Negro, in Val Grosina, nel comune di Grosio; a valle di Eita scorre in direzione nord-sud, confluendo da destra nell'Adda a Grosotto. 
Riceve gli affluenti Rio di Verva, Rio di Cassavrolo e Rio di Avedo. A monte di Fusino è situata la diga di Val Grosina, che forma il bacino artificiale di Roasco. 
A Fusino riceve le acque del Roasco occidentale, che scende lungo la Val Grosina occidentale ricevendo la Valle di Sacco, la Valle di Pedruna, la Val Guinzana, la Valle Piana e la Valle Mozzana.

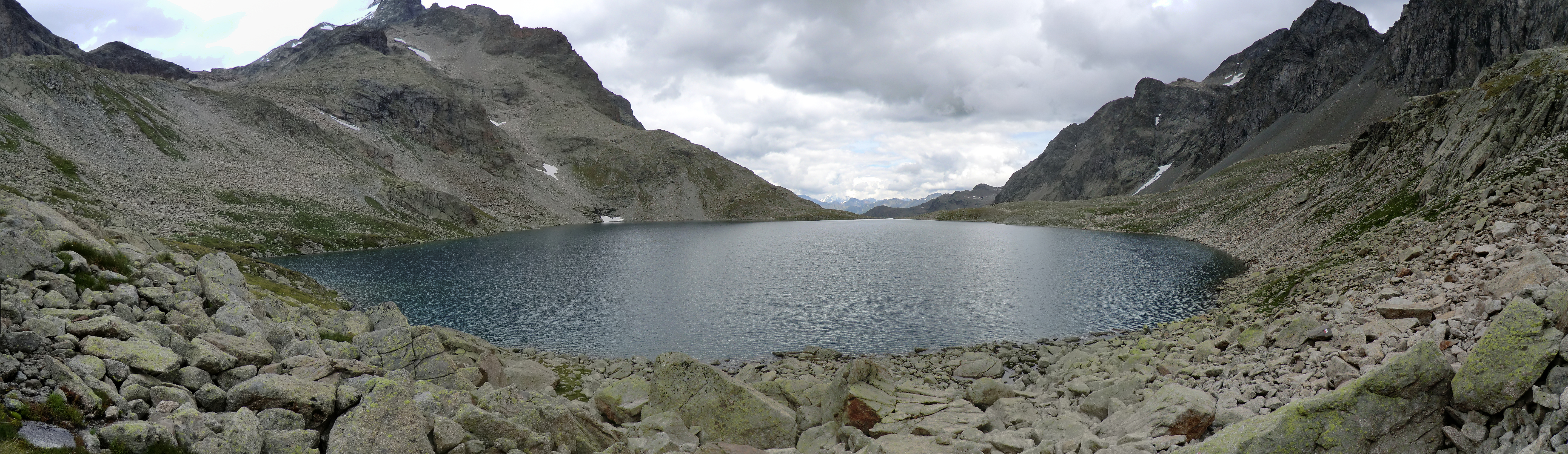
La conca del Lago Negro